# Strike
Strike – w baseballu, decyzja sędziego na korzyść drużyny broniącej dotycząca piłki narzuconej przez miotacza. Zazwyczaj wiąże się z nieudaną próbą wprowadzenia jej do gry przez pałkarza. Trzy strike'i najczęściej eliminują pałkarza. Wyjątek stanowi niezłapany trzeci strike. Wyautowanie pałkarza w wyniku trzeciego strike'u to strikeout.
Strike jest ogłaszany przez sędziego, gdy:
1. pałkarz próbuje odbić piłkę, ale w nią nie trafia,
2. pałkarz nie podejmuje próby odbicia, ale piłka przechodzi przez strefę strike’ów,
3. odbita piłka jest faulem (tylko pierwszy i drugi strike, kolejne faule nie liczą się w poczet strike’ów),
4. pałkarz wykona skrót, który jest faulem,
5. narzucona piłka dotyka pałkarza próbującego ją odbić,
6. narzucona piłka przechodzi przez strefę strike’ów i w locie dotyka pałkarza, który nie próbuje jej odbić (gdy dotknięcie następuje poza strefą strike’ów mamy do czynienia z hit by pitch i pałkarz otrzymuje pierwszą bazę),
7. narzucona piłka dotyka kija, po czym chwyta ją łapacz (foul tip).